# Miracle (canción de Foo Fighters)
«Miracle» es el quinto y último sencillo extraído del quinto álbum de los Foo Fighters, titulado In Your Honor, editado en septiembre de 2006. Además, es el segundo single de la parte acústica del disco, siendo el primero Cold Day in the Sun. Quien toca el piano en la canción es el ex-componente de Led Zeppelin y productor, John Paul Jones.
- Datos: Q962346